# Jorge Molist
Jorge Molist (Barcellona, 1951) è uno scrittore spagnolo- catalano.
Passò la sua infanzia a Barcellona e scoprì la sua passione per la lettura e la scrittura. 
Per ragioni economiche trovò un lavoro come apprendista in una impresa a soli 14 anni. 
Divenne così un imprenditore, per poi decidere di diventare scrittore a tempo pieno nel 2008, anche se riprese a scrivere già nel 1996. Nel 2008 lasciò appunto il suo lavoro di direttore generale della Paramount Pictures Home Entertainment, divisione  della famosa Paramount Pictures Spain. Prima di essere direttore della Paramount aveva già ricoperto diversi incarichi di responsabilità in alcune multinazionali. 
In Italia ottenne il successo con "Promettimi che sarai libero", edito da Longanesi.La casa editrice ha poi pubblicato nel Gennaio del 2013 il seguito: "I libri della tempesta", anche se nell'edizione originale i due libri non costituivano una saga, ma erano uniti. "L'anello del tempio" è fuori catalogo, il resto delle opere non è stato pubblicato tutt'oggi in lingua italiana, nonostante il successo in molti paesi.

## Opere
In lingua originale: 
- Los muros de Jericó (2000).
- Presagio (2003).
- El anillo, la herencia del último templario (2004)
- El retorno cátaro (2006).
- La reina oculta (2007).
- Prométeme que serás libre (2011)

In lingua italiana: 
- L'anello del tempio (2006)
- Promettimi che sarai libero (2012)
- I libri della tempesta (2013)

## Premi
- 2004: finalista del Premio del Romanzo Storico Alfonso X El Sabio per El anillo, la herencia del último templario
- 2007: vincitore dello stesso premio per La reina oculta
- 2018: vincitore del Premio Fernando Lara de Novela per Canción de sangre y oro[1]